# Emilio Agrelo
Emilio Cornelio Agrelo (Buenos Aires, 16 de septiembre de 1856-Buenos Aires, 16 de septiembre de 1933) fue un pintor, grabador, ensayista, crítico de arte, ingeniero y arquitecto argentino. Fue uno de los primeros artistas plásticos en practicar la técnica de aguafuerte, que aún no estaba muy desarrollada en el país.

## Biografía
Asistió a los talleres de la academia de la Sociedad Estímulo de Bellas Artes, donde más tarde fue profesor. Colaboró como articulista de temas relacionados con la arquitectura y el urbanismo en revistas especializadas como Revista de Arquitectura y El arquitecto. Fue miembro de la Sociedad Central de Arquitectos, en la que formó parte de la comisión directiva como secretario entre 1890 y 1892 y como vicepresidente en el periodo 1904-1905.
En 1897 estuvo a cargo de la organización de la muestra realizada en la Exposición Nacional de 1898, junto a Ernesto de la Cárcova, Eduardo Schiaffino, Ángel della Valle, Lucio Correa Morales, el arquitecto Julio Dormal y Víctor de Pol.

## Obras

### Ingeniería y arquitectura

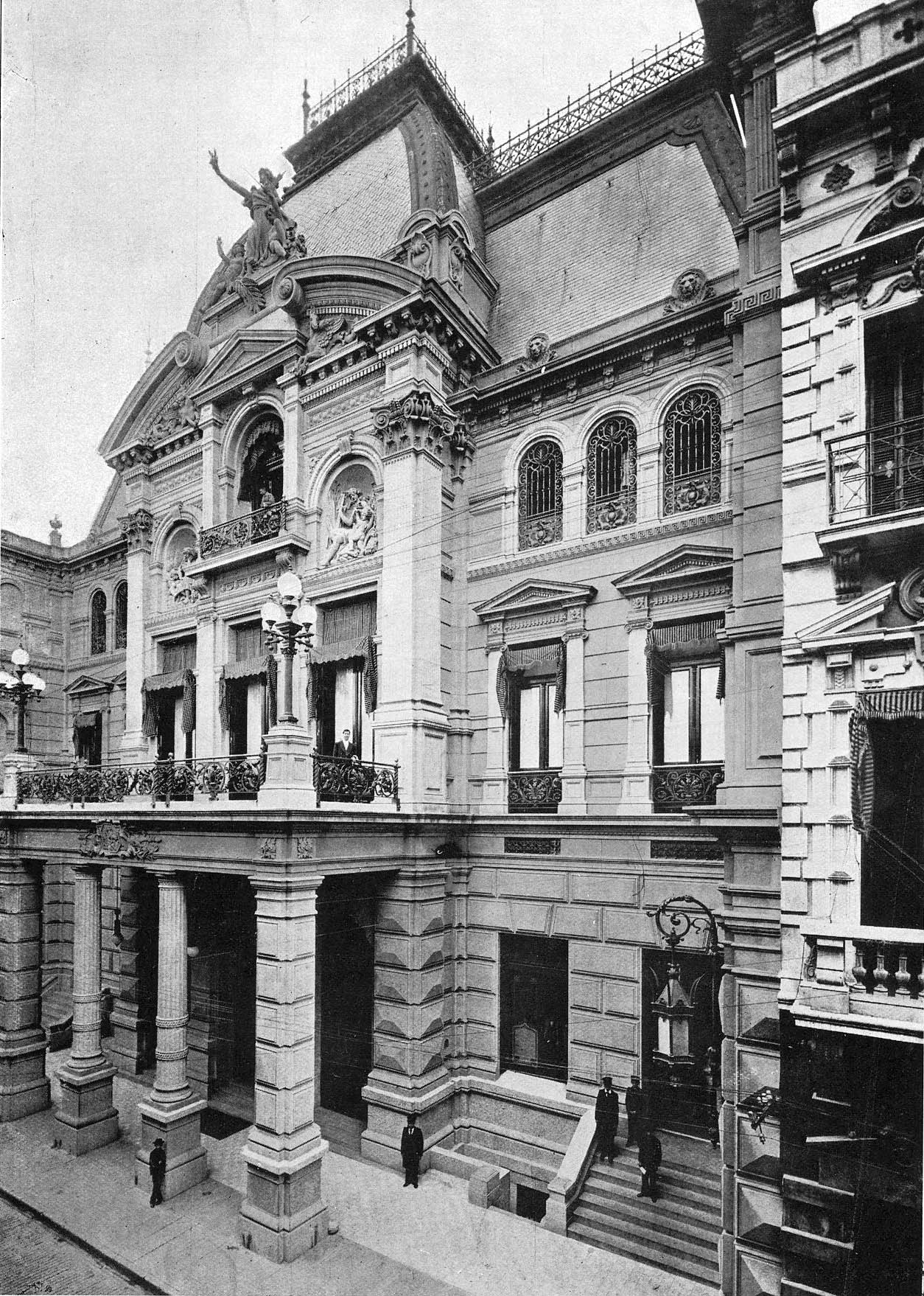
Jockey Club (1897).

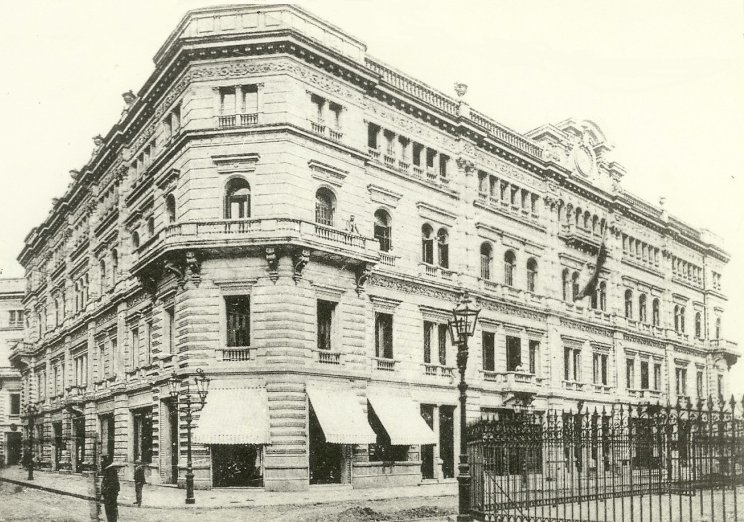
Edificio Pacífico, conocido en sus inicios como Bon Marché (c. 1890).

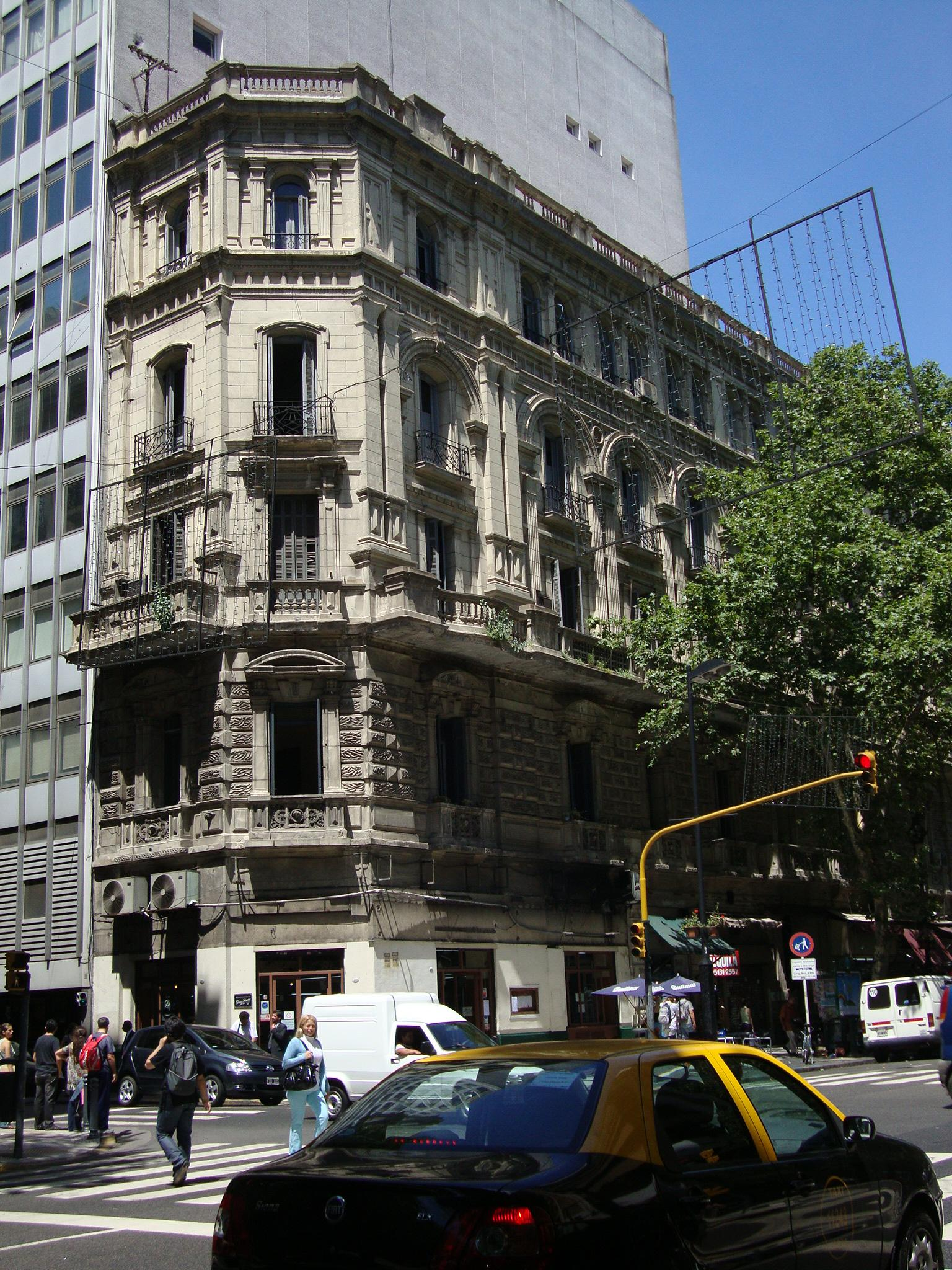
Hotel The Windsor (1898).

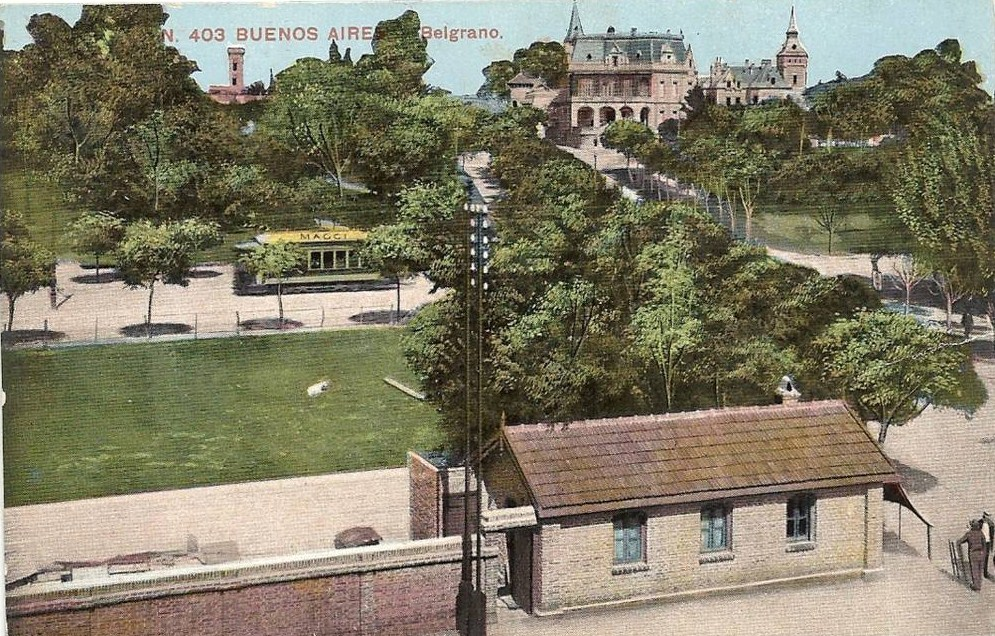
Vista de la plaza Barrancas de Belgrano (c. 1900).

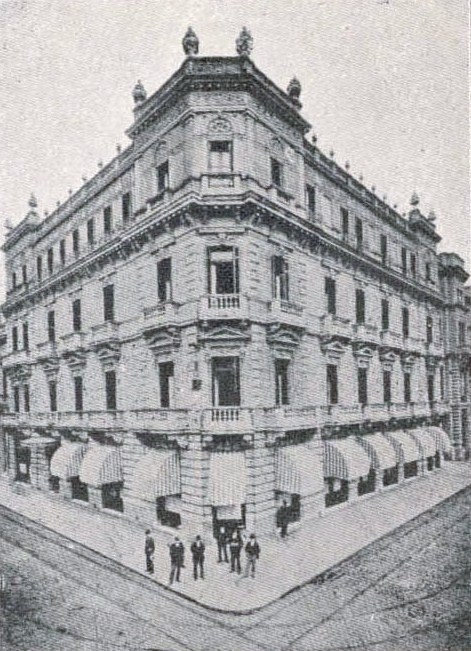
Edificio Phoenix Hotel (1889), posteriormente hotel Esplendor.

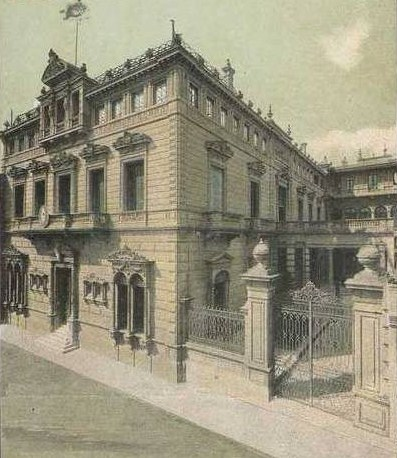
Rectorado de la UBA (c. 1900)

El edificio del Jockey Club de la calle Florida de Buenos Aires, primera sede del club, fue ideado inicialmente por el arquitecto Manuel Turner, cuyo proyecto había ganado el concurso público en 1888, pero la obra fue continuada, modificada y terminada por Agrelo y el arquitecto Alejandro Christophersen. Se inauguró en 1897 y en 1953 un incendio la destruyó por completo.

[...] el hall es hermosísimo, pero todo desaparece ante la escalera soberbia, que se levanta y desarrolla con una curva armoniosa [...]
Carlos Pellegrini, presidente del Jockey Club, acerca del edificio.

El edificio Pacífico, en Florida y Córdoba, fue proyectado en 1888/1889 por Agrelo y Raúl Levacher, inicialmente para la sucursal argentina de Le Bon Marché de Francia —por eso fue conocido con ese nombre— aunque nunca se concretó su instalación; con características modernas para esa época: calefacción, instalación eléctrica y ascensores; albergó comercios en su planta baja y en los pisos altos se instalaron la Sociedad Estímulo de Bellas Artes, El Ateneo, La Colmena, la Academia Nacional de Bellas Artes y Escuela de Artes Decorativas e Industriales, el Museo de Bellas Artes y finalmente las oficinas del Ferrocarril Buenos Aires al Pacífico, que le dieron su nombre al edificio. Fue declarado monumento histórico nacional en 1989.
Trabajó junto al arquitecto Raúl Levacher en la construcción del Hotel The Windsor, en Avenida de Mayo al 800, concluido en 1898.
Realizó el fraccionamiento y trazado de calles del barrio Villa Catalinas en 1887 —que en 1901 cambió su nombre por Villa Urquiza— en los terrenos que su cuñado, Francisco Seeber, presidente del Ferrocarril Oeste y propietario de la empresa Las Catalinas, había comprado para extraer tierra para la obra del muelle Las Catalinas.
Colaboró con el paisajista Carlos Thays en el diseño de la plaza Barrancas de Belgrano, paseo público de aproximadamente 46 300 m² que ocupa tres manzanas del barrio de Belgrano. Diseñó el interior de la jaula de los cóndores y las águilas del Zoológico de Buenos Aires, conocida como «la condorera». Esta estructura metálica fue diseñada por el ingeniero Jorge Newbery para el aniversario, en 1903, de la Revolución de Mayo, como parte de la decoración de la Plaza de Mayo. También se utilizó en la celebración del Centenario en 1910. Dos años más tarde, cuando fue trasladada al zoológico, Agrelo diseñó su interior con rocas a modo de imitación de la formación Piedra del Águila (Neuquén).
Otras de sus obras fueron el edificio Phoenix Hotel, (luego hotel Esplendor) en conjunto con el arquitecto Levacher, inaugurado en 1889; el Rectorado de la Universidad de Buenos Aires, en Viamonte al 400, que en sus primeros tiempos compartió el lugar con la Facultad de Filosofía y Letras hasta 1896, inicialmente construido como residencia en 1891; y las «cocheras presidenciales» inauguradas en 1900 como «caballerizas presidenciales», ubicadas en la avenida Leandro N. Alem al 800, con fachada y recova de ladrillos «San Isidro», paredes recubiertas con mayólicas, arcadas y cúpula, marcos de puertas de bronce y vitrales. Este edificio, emplazado en el Área de Protección Histórica «Catedral al Norte» y catalogado con nivel de protección cautelar, fue convertido en febrero de 2022 en un mercado gastronómico minorista y patio de comidas, el «Mercado de los Carruajes».

### Artes plásticas
- El anarquista. Aguafuerte.
- Los Ombúes. Grabado. Colección Museo Castagnino+macro.[3]
- Falaisse.
- Cabo Corrientes. Grabado.
- Rancho pobre. Grabado.
- Los hornos. Grabado.
- Calle de Belgrano. Grabado.